# Armando Iannucci
Armando Giovanni Iannucci. (Springburn, un barri de Glasgow, 28 de novembre de 1963) és un actor, guionista, director, cantant i productor de televisió britànic. Ha estat descrit per The Daily Telegraph com el "mestre de la sàtira política".

## Biografia
Fill de pare italià, Iannucci es va graduar en Literatura anglesa a la Universitat d'Oxford. Va treballar en programes humorístics de ràdio en la Radio 4 de la BBC. Per a la televisió va crear la comèdia de situació The Thick of It el 2005, que va ser emesa en diferents temporades fins al 2012.
El 2009 va estrenar la seva primera pel·lícula, In the Loop, basada en situacions i personatges de The Thick of It. Va col·laborar en el guió, que va ser nominat a l'Oscar al millor guió adaptat als Premis Oscar de 2009. La seva pel·lícula In the loop va donar lloc a la comèdia estatunidenca Veep, el 2012, de la qual també va ser guionista i de la que en va dirigir alguns episodis. Aquell any, va ser incorporat a l'Orde de l'Imperi Britànic.
El seu segon llargmetratge va ser The Death of Stalin, sobre la lluita pel poder que va seguir la mort de Ióssif Stalin a l'URSS el 1953. Va ser estrenada a l'octubre de 2017.

## Filmografia

### Televisió
- 1994: Knowing Me, Knowing You... with Alan Partridge (coguionista, cocreador)
- 1995: The Saturday Night Armistici (guionista, productor)
- 2001: The Armando Iannucci Shows (guionista, cantant, director)
- 2002: I'm Alan Partridge (coguionista, productor, director)
- 1998: Clinton: His Struggle with Dirt (guionista, director)
- 2003: Gash (guionista)
- 2006: Have I Got News For You (convidat)
- 2004: 2004: The Stupid Version (coguionista, director)
- 1994 - 2004: The Day Today
- 2006: Time Trumpet (guionista, director)
- 2008: Lab Rats (productor executiu)
- 2009: Stewart Lee's Comedy Vehicle (productor executiu)
- 2009: Channel 4's 2010 Alternativa Elecció (convidat)
- 2005 - 2012: The Thick of It (creador, guionista, director)
- 2012 - 2017: Veep (creador, guionista, director)

### Cinema
- 1999: Tube Tales
- 2009: In the Loop (director, guionista)
- 2017: The Death of Stalin

## Premis
- 2009: Festival internacional dels joves directors de Sant-Jean-de-Luz: Chistera a la millor pel·lícula i del millor director per a In the Loop
- 2009: Premis British Independent Film: millor guió per a In the Loop
- 2009: Premis Chlotrudis: millor guió per a In the Loop
- 2009: Premis New York Film Critics Circle: millor guió per a In the Loop
- 2010: Premis Evening Estandard British Film: millor guió per a In the Loop
- 2010: Premis London Critics Circle Film: guionista de l'any per a In the Loop
- Premis Emmy 2015: Millor guió per a l'episodi Elecció Night de Veep